# Путовање у Вучјак
„Путовање у Вучјак” је југословенска телевизијска серија снимљена 1986. године у продукцији ТВ Загреб.

## Радња
Кроз судбину новинара и интелектуалца Крешимира Хорвата пратимо догађања последњих месеци 1918.године у Загребу и Загорју, на крају Првог светског рата и пропасти Аустроугарске монархије.
Серија о политичким сукобима, играма и превирањима у интелектуалним круговима друштвених и политичких незадовољника у раздобљу распада Аустро-Угарске и почецима Краљевине СХС, прати градског интелектуалца и новинара Крешимира Хорвата који се повлачи на село, гдје се нађе у средишту љубавнога трокута, а у шумама се налазе и војни дезертери, тзв. зелени кадар. 
Серија слојевито оцртава људе и време у свим сегментима живота: интими, заносу, сновима, стварности. Од редакције, судства, војске, цркве, градског и сеоског зеленаштва, политичког каријеризма, војног и духовног дезертерства, серија на унутрашњем интимном и спољном активном плану на драматичан, напет и узбудљив начин прати судбину Крешимира Хорвата, новинара и интелектуалца у сукобу с окрутношћу и равнодушношћу света око себе. 

## Епизоде
По мотивима драме “Вучјак” Мирослава Крлеже, снимљена је драмска серија од 15 епизода “Путовање у Вучјак”.

## Улоге
| Глумац             | Улога                                |
| ------------------ | ------------------------------------ |
| Раде Шербеџија     | Крешимир Хорват (14 еп. 1986-1987)   |
| Мустафа Надаревић  | Винко Бенцина (10 еп. 1986-1987)     |
| Милена Дравић      | Маријана Маргитић (8 еп. 1986-1987)  |
| Мира Фурлан        | Ева Хорватек (8 еп. 1986-1987)       |
| Миљенко Брлечић    | Сабљар (8 еп. 1986-1987)             |
| Стево Крњајић      | Миле Жакула (8 еп. 1986-1987)        |
| Едо Перочевић      | Јакоб Лукач (7 еп. 1986-1987)        |
| Звонимир Ференчић  | Грго Томерлин (7 еп. 1986-1987)      |
| Драго Митровић     | Кунстек (7 еп. 1986)                 |
| Душко Груборовић   | Митар (7 еп. 1986-1987)              |
| Ђуро Утјешановић   | Дане (7 еп. 1986-1987)               |
| Ивица Задро        | Јосип Цвијић (7 еп. 1986)            |
| Доминик Зен        | Катанец (7 еп. 1986-1987)            |
| Дражен Николић     | Блаж Лукач (7 еп. 1986-1987)         |
| Данило Попржен     | Илија (7 еп. 1986-1987)              |
| Драгутин Лешник    | Бжик (7 еп. 1986)                    |
| Божидар Смиљанић   | Јурај Ратковић (6 еп. 1986-1987)     |
| Звонко Лепетић     | Пантелија Црнковић (6 еп. 1986-1987) |
| Драган Миливојевић | Краус-Рајтерић (6 еп. 1986-1987)     |

 Остале улоге ▼
| Глумац                        | Улога                                       |
| ----------------------------- | ------------------------------------------- |
| Слободан Миловановић          | Јоко Вицан крезуби (6 еп. 1986-1987)        |
| Гордан Пичуљан                | Оштрокљуни (6 еп. 1986-1987)                |
| Младен Шермент                | Маријан Ханжек (6 еп. 1986-1987)            |
| Перица Мартиновић             | Лојза (6 еп. 1986-1987)                     |
| Иван Ловричек                 | Перек (6 еп. 1986-1987)                     |
| Љубо Челан                    | Жандар (6 еп. 1986-1987)                    |
| Миодраг Кривокапић            | Виктор Кис (5 еп. 1986-1987)                |
| Божидар Алић                  | Стефина (5 еп. 1986)                        |
| Здравка Крстуловић            | Ирма Мондекарица (5 еп. 1986-1987)          |
| Младен Васари                 | Рунац (5 еп. 1986)                          |
| Зијад Грачић                  | Томо Пинтарић (5 еп. 1986)                  |
| Душко Валентић                | Лојзек (5 еп. 1986-1987)                    |
| Зденка Хершак                 | Бара (5 еп. 1986)                           |
| Предраг Вушовић               | Шкрињар (5 еп. 1986)                        |
| Отокар Левај                  | Стрелец (5 еп. 1986)                        |
| Борис Дворник                 | Ђула Борос (4 еп. 1986)                     |
| Драган Деспот                 | Стјепан Борић (4 еп. 1986)                  |
| Семка Соколовић Берток        | Баруница Ана Ожеговицка (4 еп. 1986-1987)   |
| Емил Глад                     | Славек (4 еп. 1986)                         |
| Борис Михољевић               | Бојан Кавчић (4 еп. 1986)                   |
| Реља Башић                    | Јурица Мажур (4 еп. 1986)                   |
| Драго Мештровић               | Лука (4 еп. 1986)                           |
| Данко Љуштина                 | Валец (4 еп. 1986)                          |
| Олга Кацијан                  | Лидија (4 еп. 1986)                         |
| Вероника Ковачић              | Мандићка (4 еп. 1986)                       |
| Славко Бранков                | Томек (4 еп. 1986)                          |
| Дарко Чурдо                   | Варга (4 еп. 1986)                          |
| Људевит Галић                 | Габрек (4 еп. 1986-1987)                    |
| Ивица Катић                   | Армус (4 еп. 1986)                          |
| Бранко Супек                  | Чиндрић (4 еп. 1986)                        |
| Мира Сингер                   | Мицика (4 еп. 1986)                         |
| Дамир Мејовшек                | Јожеф Мајер (4 еп. 1986)                    |
| Владимир Бошњак               | Ловрек, сељак (4 еп. 1986-1987)             |
| Предраг Петровић              | (4 еп. 1986-1987)                           |
| Зоран Ћирић                   | Кумић (4 еп. 1986)                          |
| Иво Сердар                    | Венгер Угарковић (3 еп. 1986)               |
| Фабијан Шоваговић             | Лазар Маргитић лазо (3 еп. 1986-1987)       |
| Влатко Дулић                  | Полуган (3 еп. 1986)                        |
| Мато Ерговић                  | Хадровић (3 еп. 1986)                       |
| Изет Хајдархоџић              | Синковић (3 еп. 1986)                       |
| Златко Црнковић               | Сипусић (3 еп. 1986)                        |
| Шпиро Губерина                | Матек (3 еп. 1986)                          |
| Павле Богдановић              | Јуцек (3 еп. 1986)                          |
| Богдан Диклић                 | Илустрисимус (3 еп. 1986)                   |
| Владимир Крстуловић           | Блазина (3 еп. 1986)                        |
| Нина Ерак Свртан              | Јозефина (3 еп. 1986)                       |
| Иво Фици                      | Бартол (3 еп. 1986-1987)                    |
| Дарко Срића                   | Керес (3 еп. 1986)                          |
| Велимир Хитил                 | Максо (3 еп. 1986)                          |
| Јадранка Џумрукчић            | Фаника (3 еп. 1986)                         |
| Младен Црнобрња               | Марица (3 еп. 1986)                         |
| Ангел Паласев                 | Ицек (3 еп. 1986)                           |
| Миладинка Рачков              | Мици (3 еп. 1986)                           |
| Раде Белић                    | (3 еп. 1986-1987)                           |
| Павле Баленовић               | (3 еп. 1986)                                |
| Вили Матула                   | Игнац Сантек (3 еп. 1986)                   |
| Марина Немет                  | (3 еп. 1986)                                |
| Владимир Облешчук             | Комарица (3 еп. 1986)                       |
| Лена Политео                  | Хајдићка (3 еп. 1986)                       |
| Звонко Стрмац                 | Сцхwартз (3 еп. 1986)                       |
| Божидар Тракић                | Јанкиц, поштар (3 еп. 1986)                 |
| Милан Плећаш                  | Јура (2 еп. 1986)                           |
| Крешимир Зидарић              | Станко Вукеља (2 еп. 1986)                  |
| Славица Кнежевић              | Субрета (2 еп. 1986)                        |
| Цинтија Аспергер              | Емилија Контрешчец (2 еп. 1986)             |
| Мирјана Боханец               | Солцова (2 еп. 1986)                        |
| Звонимир Зоричић              | Капелан (2 еп. 1986)                        |
| Сабрија Бисер                 | Палфи (2 еп. 1986)                          |
| Иво Рогуља                    | Поручник Сцхwитзер (2 еп. 1986)             |
| Сретен Мокровић               | Гаврић (2 еп. 1986)                         |
| Илија Смољановић              | (2 еп. 1986-1987)                           |
| Марија Алексић                | Евина мама (2 еп. 1986)                     |
| Андреа Баковић                | Резика (2 еп. 1986)                         |
| Добрила Бисер                 | Млинарова жена (2 еп. 1986)                 |
| Љиљана Богојевић              | (2 еп. 1986)                                |
| Иванка Ћућиловић              | (2 еп. 1986)                                |
| Младен Чутура                 | Рањеник у болници (2 еп. 1986)              |
| Дина Дауд                     | (2 еп. 1986)                                |
| Томислав Довечер              | (2 еп. 1986)                                |
| Звонимир Јурић                | Мишкец (2 еп. 1986)                         |
| Винка Крнић                   | (2 еп. 1986)                                |
| Владимир Леиб                 | Гостионичар Емил (2 еп. 1986)               |
| Јосип Мароти                  | Лујо (2 еп. 1986)                           |
| Антун Налис                   | Продавац ракије (2 еп. 1986)                |
| Иван Новак                    | (2 еп. 1986)                                |
| Ксенија Пајић                 | Ескорт дама (2 еп. 1986)                    |
| Игор Сердар                   | Остоја (2 еп. 1986)                         |
| Мирко Свец                    | Лијечник, домобрански сатник (2 еп. 1986)   |
| Антун Тудић                   | Млинар (2 еп. 1986)                         |
| Саша Виолић                   | Мадмосел Кити (2 еп. 1986)                  |
| Вјенцеслав Капурал            | Книфлец (1 еп. 1986)                        |
| Зденко Јелчћић                | Басара (1 еп. 1986)                         |
| Анте Румора                   | Кранцир (1 еп. 1986)                        |
| Невенка Петковић Собјеславски | Госпођа Амрус (1 еп. 1986)                  |
| Томислав Ралиш                | Чулина (1 еп. 1986)                         |
| Чедо Мартинић                 | Церјан (1 еп. 1986)                         |
| Петар Баковић                 | (1 еп. 1986)                                |
| Деметер Битенц                | Оберст Леополд Кецмајер, судац (1 еп. 1986) |
| Томислав Борић                | (1 еп. 1986)                                |
| Месуд Дедовић                 | Дрвосјеча (1 еп. 1986)                      |
| Никола Гец                    | (1 еп. 1986)                                |
| Тошо Јелић                    | (1 еп. 1986)                                |
| Иво Јуриша                    | Свећеник (1 еп. 1986)                       |
| Никола Комишар                | (1 еп. 1986)                                |
| Нико Ковач                    | (1 еп. 1986)                                |
| Дарко Краљ                    | (1 еп. 1986)                                |
| Жељко Мавровић                | Домобран (1 еп. 1986)                       |
| Јура Мофчан                   | (1 еп. 1986)                                |
| Стјепан Пепељњак              | (1 еп. 1986)                                |
| Бранислав Петровић            | (1 еп. 1986)                                |
| Мартин Посавец                | Радник у тискари (1 еп. 1986)               |
| Анте Посинковић               | (1 еп. 1986)                                |
| Жарко Поточњак                | (1 еп. 1986)                                |
| Јозо Рудеш                    | (1 еп. 1986)                                |
| Жељко Сатовић                 | (1 еп. 1986)                                |
| Радослав Спицмилер            | Записничар (1 еп. 1986)                     |
| Јован Стефановић              | Циган са запрежним колима (1 еп. 1986)      |
| Адам Ведерњак                 | Наредник Крпан (1 еп. 1986)                 |
| Хана Зиго                     | (1 еп. 1986)                                |
| Дејан Аћимовић                | (1 еп. 1987)                                |
| Петар Бунтић                  | (1 еп. 1987)                                |
| Ивица Јончић                  | (1 еп. 1987)                                |
| Фрањо Јурчећ                  | (1 еп. 1987)                                |
| Динко Чутура                  | (непознат број епизода)                     |

Комплетна ТВ екипа ▼
| Редитељ              | Едуард Галић      | (15 еп. 1986—1987)                |
| Сценариста           | Мирослав Крлежа   | (15 еп. 1986—1987)                |
| Сценариста           | Иво Штивичић      | (15 еп. 1986—1987)                |
| Композитор           | Живан Цвитковић   | (15 еп. 1986—1987)                |
| Директор фотографије | Марио Перушина    | (15 еп. 1986—1987)                |
| Монтажер             | Јосип Подворац    | (непознат број епизода)           |
| Сценограф            | Станислав Добрина | (непознат број епизода)           |
| Костимограф          | Вјера Иванковић   | (15 еп. 1986—1987)                |
| Одсек за шминку      | Савета Ковач      | шминкерка (7 еп. 1986)            |
| Одсек за шминку      | Александра Ловрић | шминкерка (1 еп. 1986)            |
| Одсек за шминку      | Ванда Петровић    | шминкерка (1 еп. 1986)            |
| Одсек за шминку      | Јасна Россини     | шминкерка (1 еп. 1986)            |
| Одсек за шминку      | Јелица Коларић    | шминкерка (непознат број епизода) |
| Одсек за звук        | Младен Перван     | тон мајстор (15 еп. 1986—1987)    |